# Mendon (Misuri)
Mendon es una ciudad ubicada en el condado de Chariton en el estado estadounidense de Misuri. En el Censo de 2010 tenía una población de 171 habitantes y una densidad poblacional de 368,85 personas por km².

## Geografía
Mendon se encuentra ubicada en las coordenadas 39°35′26″N 93°8′2″O / 39.59056, -93.13389. Según la Oficina del Censo de los Estados Unidos, Mendon tiene una superficie total de 0.46 km², de la cual 0.46 km² corresponden a tierra firme y (0%) 0 km² es agua.

## Demografía
Según el censo de 2010, había 171 personas residiendo en Mendon. La densidad de población era de 368,85 hab./km². De los 171 habitantes, Mendon estaba compuesto por el 98.83% blancos, el 1.17% eran afroamericanos, el 0% eran amerindios, el 0% eran asiáticos, el 0% eran isleños del Pacífico, el 0% eran de otras razas y el 0% pertenecían a dos o más razas. Del total de la población el 0% eran hispanos o latinos de cualquier raza.